# Atmosferisch methaan

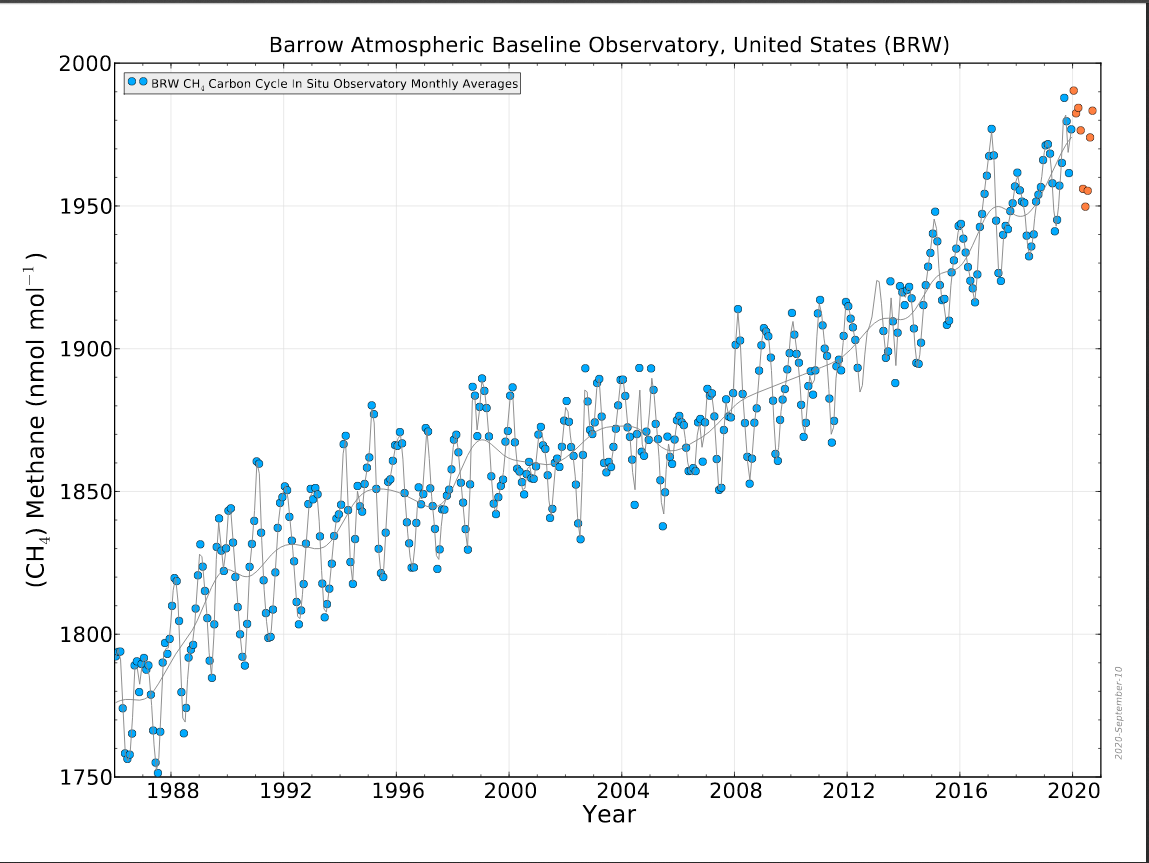
De hoeveelheid atmosferisch methaan tussen 1988 en 2021 gemeten door het Mauna Loa Observatorium

Atmosferisch methaan is methaan (CH4) dat zich in de atmosfeer van de Aarde bevindt. Het gas heeft een grote invloed op het broeikaseffect en de opwarming van de Aarde. Het aardopwarmingspotentieel van methaan is 28 maal hoger dan dat van koolstofdioxide. Dit wil zeggen dat het broeikasgas meer warmte vasthoudt dan koolstofdioxide. Metingen van de hoeveelheid methaan in de atmosfeer kunnen wetenschappers helpen de opwarming van de Aarde te verklaren en modelleren.

## Oorsprong van atmosferisch methaan
Er zijn verschillende verklaringen waarom methaan in de atmosfeer voorkomt. Eerst en vooral is er de natuurlijke emissie. Maar sinds het begin van de Industriële Revolutie (begin 19e eeuw) is de uitstoot van methaan meer dan verdubbeld. Deze verdubbeling is te wijten aan menselijke activiteiten.

### Voorbeelden van natuurlijke emissie
- Draslanden en moerassen: via de emissie uit planten en bodem
- Methanogenen: micro-organismen die methaan produceren
- Dieren: vooral runderen hebben bacteriën in hun spijsverteringskanaal die methaan produceren
- Planten
- Permafrost: atmosferisch methaan wordt opgeslagen in ijs. Door het ontdooien van de permafrost, komt het methaan dat gedurende vele jaren is opgeslagen terug vrij. Hierdoor kan een sneeuwbaleffect ontstaan waarbij het probleem van de opwarming van de Aarde zichzelf in de hand werkt.

### Emissie door menselijk handelen
- Stortplaatsen: een grote hoeveelheid organisch materiaal (zoals in plastics) onder anaerobe omstandigheden.
- Boerderijen met koeien
- Rijstbouw
- Olie- en gaswinning en transport: om dit tegen te gaan wordt overtollig gas afgefakkeld, waarbij het wordt omgezet in koolstofdioxide. Ondanks alle inspanningen ontsnapt er veel methaan in de atmosfeer.

## Afbraak van atmosferisch methaan
Atmosferisch methaan kan in de lucht afgebroken worden door oxidatie. Dit gebeurt door vorming van radicalen. Het hydroxylradicaal in de troposfeer is het belangrijkste. Uiteindelijk zal het methaan omgezet worden in koolstofdioxide en water, hetgeen op grote hoogte mogelijk een sterker broeikasgas is dan methaan. Daarnaast betekent de afbraak van methaan door hydroxylradicalen ook dat deze radicalen mee verdwijnen. Dit heeft dan weer als gevolg dat de levensduur van methaan in de atmosfeer stijgt.
Methaan kan ook in de bodem door bacteriën omgezet worden in energie nuttig voor het organisme. Deze bacteriën worden methanotrofen genoemd.